# Manfreda pubescens
Manfreda pubescens là một loài thực vật có hoa trong họ Măng tây. Loài này được (Regel & Ortgies) Verh.-Will. ex Espejo & López-Ferr. mô tả khoa học đầu tiên năm 1993.